# BK Barsy Atyrau
Der BK Barsy Atyrau (russisch Баскетбольный клуб Барсы Атырау) ist ein kasachischer Basketballverein aus Atyrau. Er spielt in der kasachischen National League.
Der Verein wurde 2003 gegründet. Den größten Erfolg erzielte die Mannschaft mit dem Gewinn des kasachischen Titel 2016.  